# Diana Barrymore

Diana Barrymore (New York, 1921. március 3. – New York, 1960. január 25.) amerikai színésznő.

## Életpályája
1925-ben szülei elváltak. A Drámai Művészetek Akadémiájának elvégzése után 1938-tól New Yorkban lépett színpadra. 1939–1945 között néhány filmszerepe is volt; ekkor figyeltek fel tehetségére. 1945 után ismét a színpad felé fordult érdeklődése, de nem tudott magára találni, meghasonlott önmagával, alkoholistaként hunyt el.
Életét a Túl sok, túl korán (1958) című film örökítette meg, melyben tragikus alakját Dorothy Malone keltette életre.

## Családja és magánélete
Szülei: John Barrymore (1882–1942) amerikai színész és Blanche Oelrichs (1890–1950) amerikai színésznő volt. 1942–1946 között Bramwell Fletcher (1904–1988) angol színész volt a férje. 1947-ben John Howard teniszezővel élt együtt. 1950–1955 között Robert Wilcox (1910–1955) amerikai színész volt a párja. John Drew Barrymore (1932–2004) féltestvére volt. Nagybátyja Lionel Barrymore (1878–1954) amerikai színész, rendező volt. Nagynénje Ethel Barrymore (1879–1959) színésznő volt.

## Filmjei
- A Sas repülőraj (Eagle Squadron) (1942)
- Lidércnyomás (Nightmare) (1942)
- Nők egymás között (Between Us Girls) (1942)
- Bátor asszonyok (Ladies Courageous) (1944)
- Holtan érkezett (1950)